# Neve Campbell
Neve Adrianne Campbell (Guelph, 3 ottobre 1973) è un'attrice, ballerina e produttrice cinematografica canadese, nota principalmente per il ruolo di Sidney Prescott, protagonista nella saga cinematografica di Scream.

## Biografia

### Primi anni
Suo padre, Gerry Campbell, è un immigrato scozzese originario di Glasgow e di religione cattolica che lavora come insegnante di teatro alla Erindale Secondary School a Mississauga, Ontario. Sua madre, Marnie Neve, è una psichiatra olandese di origine ebraica sefardita e nativa di Amsterdam. I suoi nonni materni avevano una compagnia teatrale nei Paesi Bassi e anche quelli paterni recitavano. Il suo nome significa "oasi" in ebraico e in arabo. Neve fu cresciuta da cattolica ma si identifica anche come ebrea.
I suoi genitori divorziarono quando aveva 2 anni e lei fu cresciuta soprattutto dal padre. Iniziò la sua carriera come ballerina, unendosi alla National Ballet School del Canada a 9 anni, allenandosi e partecipando ad alcune rappresentazioni, tra le quali Lo schiaccianoci e La bella addormentata. Nel 1989 debutta al Pantages Theatre di Toronto come ballerina di fila e corista nel musical The Phantom of the Opera. Dopo una serie di infortuni, passò dalla danza alla recitazione; il suo primo ruolo televisivo fu nella serie canadese Catwalk, che durò poco.

### Carriera

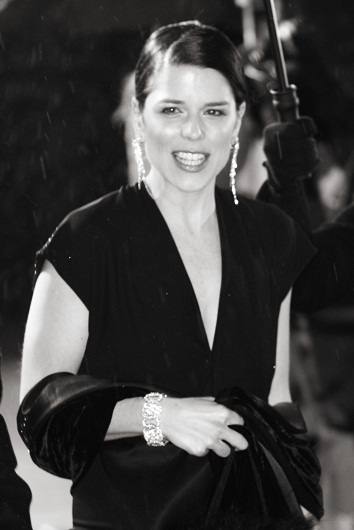
Neve Campbell ai Premi BAFTA 2006

Neve Campbell raggiunse una discreta notorietà dopo esser stata scelta come protagonista (Julia Salinger), nella serie TV Cinque in famiglia: interpretò questo personaggio dal 1994 al 2000. Il suo primo film conosciuto a livello mondiale fu Giovani streghe. Poi prese parte nella serie cinematografica di enorme successo di Scream, così come in Sex Crimes e Appuntamento a tre. Fu anche inserita nella lista delle "50 persone più belle" compilata nel 1998 da People.
Con la fine delle serie di Scream, Neve prese parte a film meno pubblicizzati che ebbero un successo limitato al cinema ma furono comunque ben visti dalla critica: ad esempio Panic del 2000, dove recitò insieme a William H. Macy e Donald Sutherland, e The Company (2003), un film diretto da Robert Altman sul Joffrey Ballett di Chicago; Neve co-scrisse, produsse e prese parte in quest'ultimo film. Nonostante le pubblicità prima dell'uscita del film lasciassero pensare diversamente, Neve non ruppe la tradizione di avere una clausola di "niente nudità" nei contratti dei suoi film. Ruppe questa clausola per When Will I Be Loved del 2004, un film lodato dal critico Roger Ebert ma che ottenne scarso successo al cinema.
Ha fatto il suo debutto nei teatri del West End a marzo del 2006, in una versione di Resurrection Blues di Arthur Miller al teatro Old Vic. La rappresentazione, che ricevette critiche di diverso genere, fu interpretata anche da Matthew Modine e Maximilian Schell e fu diretta da Robert Altman. Nel 2007 appare negli ultimi tre episodi della terza stagione di Medium, mentre nell'aprile 2011 torna ad interpretare Sidney Prescott in Scream 4. Nel 2016 ha preso parte alla quarta stagione della serie televisiva House of Cards - Gli intrighi del potere, prodotta da Netflix, interpretando la consulente politica texana Leann Harvey.

### Vita privata
Ha preso parte anche ad una campagna per la fondazione canadese sulla sindrome di Tourette e all'associazione sindrome di Tourette (un'organizzazione simile alla prima ma statunitense). Suo fratello minore, Damian, soffre di questa malattia. Ha anche due fratelli maggiori, Christian e Alex, entrambi attori.
Neve sposò l'attore canadese Jeff Colt nel 1995 ma i due divorziarono nel 1998. Successivamente fu fidanzata con diversi attori, tra cui John Cusack, Matthew Lillard, Matthew Perry e Pat Mastroianni. Nel 2005 iniziò a frequentare John Light, un attore inglese che conobbe sul set di Sesso ed altre indaginiː i due si fidanzarono a dicembre 2005, andando poi a vivere a Londra e si sposarono nel maggio 2007 a Malibù, in California. L'attrice ha divorziato da Light nel 2010. Dal 2011 è compagna dell'attore JJ Feild da cui ha avuto un figlio, Caspian, nato nell'agosto del 2012.

## Filmografia

### Cinema
- The Dark, regia di Craig Pryce (1993)
- Paint Cans, regia di Paul Donovan (1994)
- The Passion of John Ruskin, regia di Alex Chapple (1994) - cortometraggio
- Giovani streghe (The Craft), regia di Andrew Fleming (1996)
- Art. 144... diritto alla vita (A Lust for Life), regia di Patrick Sisam (1996) - cortometraggio
- Scream, regia di Wes Craven (1996)
- Scream 2, regia di Wes Craven (1997)
- Sex Crimes - Giochi pericolosi (Wild Things), regia di John McNaughton (1998)
- Studio 54 (54), regia di Mark Christopher (1998)
- Too Smooth (Hairshirt), regia di Dean Paraskevopoulos (1998)
- Appuntamento a tre (Three to Tango), regia di Damon Santostefano (1999)
- Chi ha ucciso la signora Dearly? (Drowning Mona), regia di Nick Gomez (2000)
- Panic, regia di Henry Bromell (2000)
- Scream 3, regia di Wes Craven (2000)
- Sesso ed altre indagini (Investigating Sex), regia di Alan Rudolph (2001)
- Lost Junction, regia di Peter Masterson (2003)
- The Company, regia di Robert Altman (2003)
- Blind Horizon - Attacco al potere (Blind Horizon), regia di Michael Haussman (2004)
- Be Loved (When Will I Be Loved), regia di James Toback (2004)
- Chronicles of War (Churchill: The Hollywood Years), regia di Peter Richardson (2004)
- Reefer Madness: The Movie Musical (Reefer Madness: The Movie Musical), regia di Andy Fickman (2005)
- Relative Strangers - Aiuto! sono arrivati i miei (Relative Strangers), regia di Greg Glienna (2006)
- Destiny's Bride (Partition), regia di Vic Sarin (2007)
- I Really Hate My Job, regia di Oliver Parker (2007)
- Closing the Ring, regia di Richard Attenborough (2007)
- Scream 4, regia di Wes Craven (2011)
- The Glass Man, regia di Cristian Solimeno (2013)
- Walter, regia di Anna Mastro (2015)
- Skyscraper, regia di Rawson Marshall Thurber (2018)
- Hot Air, regia di Frank Coraci (2018)
- Castle in the Ground, regia di Joey Klein (2019)
- Nuvole (Clouds), regia di Justin Baldoni (2020)
- Scream, regia di Matt Bettinelli-Olpin e Tyler Gillett (2022)

### Televisione
- Il mio amico Ultraman (My Secret Identity) – serie TV, episodio 3x15 (1991) - non accreditata
- The Kids in the Hall – serie TV, episodio 3x13 (1992)
- Catwalk – serie TV, 4 episodi (1992-1993)
- I Know My Son Is Alive, regia di Bill Corcoran – film TV (1994)
- The Forget-Me-Not Murders, regia di Robert Iscove – film TV (1994)
- Hai paura del buio? (Are You Afraid of the Dark?) – serie TV, episodio 3x13 (1994)
- Cinque in famiglia (Party of Five) – serie TV, 142 episodi (1994-2000)
- Kung Fu - La leggenda (Kung Fu: The Legend Continues) – serie TV, episodio 2x16 (1994)
- Adventures dans le Grand Nord – serie TV, episodio 1x02 (1994)
- Fantasma per amore (The Canterville Ghost), regia di Syd Macartney – film TV (1996)
- Last Call - Genio ribelle (Last Call), regia di Henry Bromell – film TV (2002)
- Medium – serie TV, episodi 3x20-3x21-3x22 (2007)
- Burn Up, regia di Omar Madha – miniserie TV (2008)
- The Philanthropist – serie TV, 8 episodi (2009)
- Sea Wolf - Lupo di mare, regia di Mike Barker – miniserie TV (2010)
- Titanic - Nascita di una leggenda (Titanic: Blood and Steel), regia di Ciaran Donnelly – miniserie TV (2012)
- Grey's Anatomy – serie TV, episodi 9x08-9x09 (2012)
- Costretto al silenzio (An Amish Murder), regia di Stephen Gyllenhaal – film TV (2013)
- Mad Men – serie TV, episodio 7x01 (2014)
- Welcome to Sweden – serie TV, 4 episodi (2015)
- Manhattan – serie TV, episodi 2x03-2x04 (2015)
- House of Cards - Gli intrighi del potere (House of Cards) – serie TV, 26 episodi (2016-2017)
- Avvocato di difesa - The Lincoln Lawyer (The Lincoln Lawyer) – serie TV, 16 episodi (2022-2024)
- Twisted Metal – serie TV, episodi 1x01-1x10 (2023)

### Doppiatrice
- Il re leone II - Il regno di Simba (The Lion King II: Simba's Pride), regia di Darrell Rooney, Rob LaDuca (1998)
- Agent Crush, regia di Sean Robinson (2007)
- I Simpson (The Simpsons) - serie TV, episodi 21x07-21x08 (2009)

## Doppiatrici italiane
Nelle versioni in lingua italiana dei suoi lavori, Neve Campbell è stata doppiata da: 
- Laura Lenghi in Scream (1996), Scream 2, Studio 54, Chi ha ucciso la signora Dearly?, Scream 3, Be Loved, Relative Strangers - Aiuto! sono arrivati i miei, Medium, Sea Wolf - Lupo di mare, Scream 4, Grey's Anatomy, Manhattan, Scream (2022)
- Barbara De Bortoli in Giovani streghe, Titanic - Nascita di una leggenda, House of Cards - Gli intrighi del potere, Skyscraper, Nuvole, Avvocato di difesa, Twisted Metal
- Ilaria Stagni in Cinque in famiglia, Fantasma per amore, The Company
- Rossella Acerbo in Sex Crimes - Giochi pericolosi, Lost Junction
- Gilberta Crispino in Appuntamento a tre
- Monica Ward in Blind Horizon - Attacco al potere
- Federica De Bortoli in Closing the Ring
- Claudia Catani in Catwalk
- Paola Della Pasqua in The Philanthropist

Da doppiatrice è sostituita da:
- Manuela Cenciarelli ne Il re leone II - Il regno di Simba